# Cuamanco
Cuamanco är en ort i Mexiko.   Den ligger i kommunen Tepetzintla och delstaten Veracruz, i den sydöstra delen av landet, 230 km nordost om huvudstaden Mexico City. Cuamanco ligger 390 meter över havet och antalet invånare är 486.
Terrängen runt Cuamanco är kuperad åt nordost, men åt sydväst är den platt. Cuamanco ligger uppe på en höjd. Runt Cuamanco är det ganska tätbefolkat, med 65 invånare per kvadratkilometer. Närmaste större samhälle är Cerro Azul, 13,9 km nordost om Cuamanco. Trakten runt Cuamanco består till största delen av jordbruksmark.